# Adolf Kurrein
Adolf Kurrein (geboren 28. Januar 1846 in Trebitsch, Mähren, Kaisertum Österreich; gestorben 23. Oktober 1919 in Teplice, Tschechoslowakei) war ein österreichischer Rabbiner und Zionist.

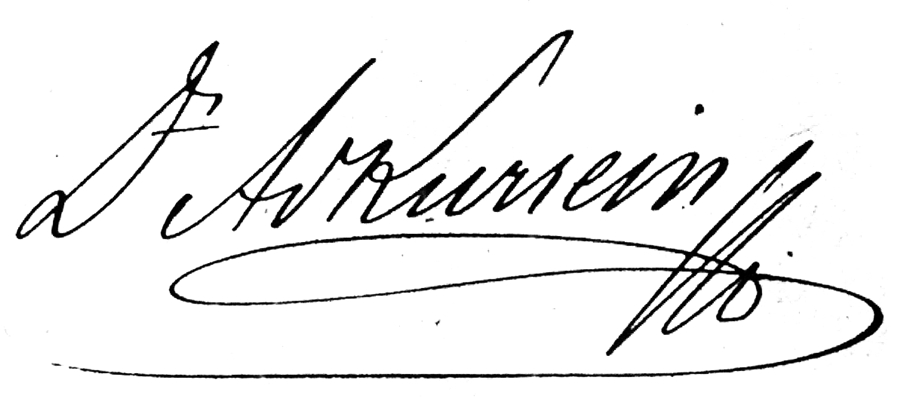

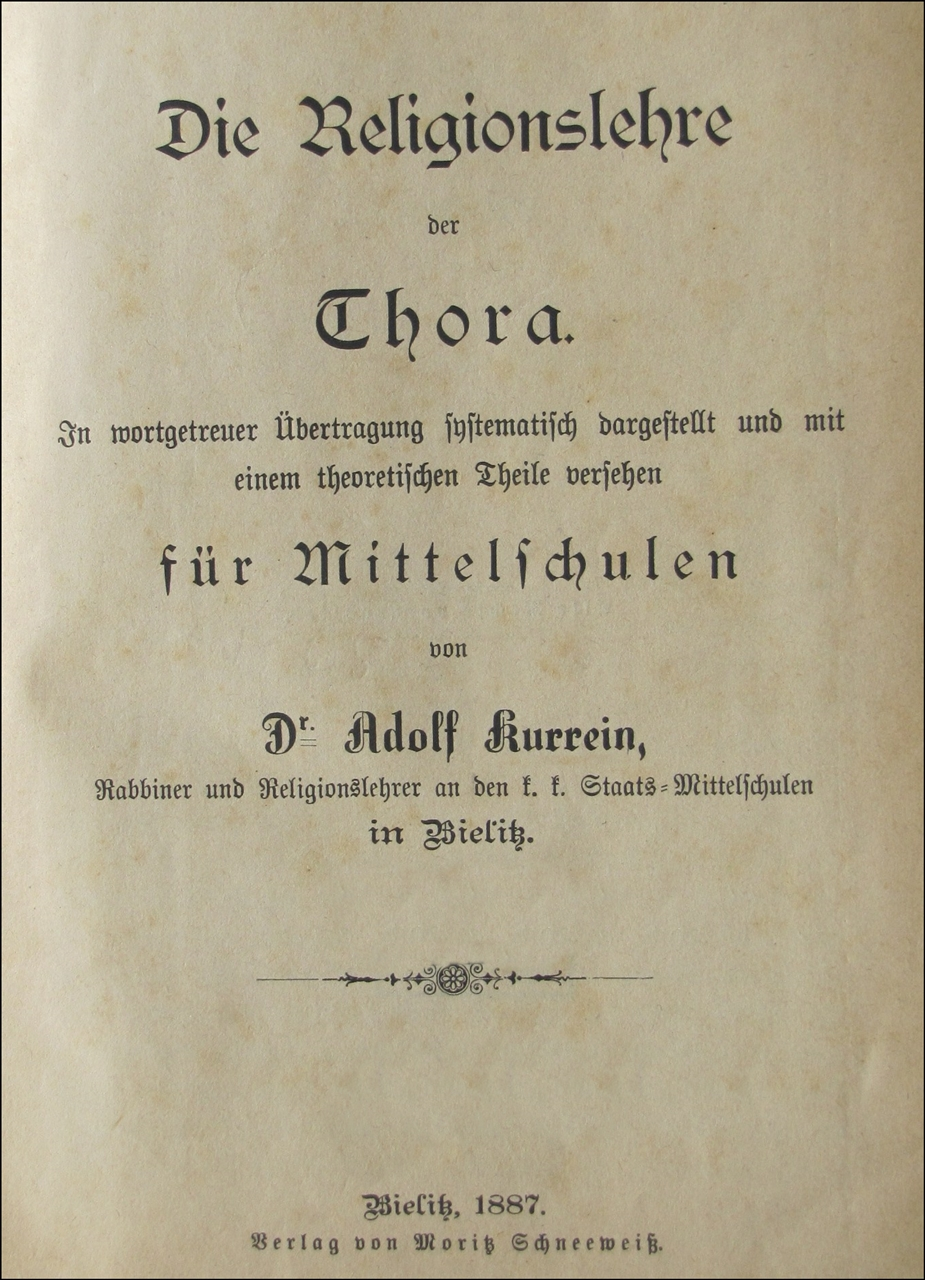
Die Religionslehre der Thora, Bielitz 1887

## Leben
Adolf Kurrein verlor seinen Vater im Alter von zwei Jahren und wuchs mit seiner Schwester Katharina bei seiner Mutter, einer Näherin, auf. Nachdem er eine gründliche jüdische Ausbildung erhalten hatte, verließ er als 15-Jähriger sein Elternhaus und zog nach Brünn, wo er 1866 die Matura absolvierte. Anschließend ging er nach Wien, wo er Vorlesungen bei Adolf Jellinek hörte, mit dem ihn eine lebenslange Freundschaft verbinden sollte. An der Universität Wien schloss er 1871 ein Studium in Philosophie, Geschichte und Mathematik mit dem Doktorgrad ab. Ein Jahr später erhielt er das Rabbinerdiplom. Nun bekleidete er an verschiedenen Orten das Amt des Rabbiners: 1872 in St. Pölten, 1877 in der Kultusgemeinde Linz, 1883 in Bielitz in Österreichisch-Schlesien, wo er vor allem als Mittelschullehrer tätig war, und 1888 in Teplitz-Schönau. Im Januar 1877 heiratete er Jessie Loewe (1849–1934), Tochter des Orientalisten Louis Loewe; zwei ihrer fünf Kinder wurden im KZ Auschwitz ermordet. Der Sohn Viktor Kurrein (1881–1974) war ebenfalls Rabbiner in Linz, bis er 1938 nach England floh. Unter dem Eindruck von Theodor Herzl engagierte sich Adolf Kurrein gegen Ende seines Lebens für den neu aufkommenden politischen Zionismus. Er schrieb zahlreiche Artikel und verfasste auch einige Beiträge für die Jewish Encyclopedia.

## Gesammelte Predigten
- 1882: Maggid le-Adam
- 1880: Magid Mereshit

## Weitere Veröffentlichungen (Auszug)
- 1900: Brauchen die Juden Christenblut
- 1899: Bibel, Heidentum, und Heidenbekehrung
- 1898: Judaa und Rom
- 1897: Der Grabstein
- 1896: Das Kaddisch
- 1893: Patriarchenbilder: I. Abraham
- 1892: Der Friede
- 1892: Die Pflichten des Besitzes
- 1890: Die Sociale Frage im Judentume
- 1890: Arbeit under Arbeiter
- 1887: Traum und Wahrheit
- 1887: Die Religionslehre der Thora
- 1885: Die Frau in Judischen Volke